# Bosco di Mesola
Bosco di Mesola este o arie protejată (arie specială de conservare — SAC, sit de importanță comunitară — SCI) din Italia întinsă pe o suprafață de 3.029 ha, integral pe uscat.

## Localizare
Centrul sitului Bosco di Mesola este situat la coordonatele 40°51′41″N 16°46′46″E / 40.861389°N 16.779444°E.

## Înființare
Situl Bosco di Mesola a fost declarat sit de importanță comunitară în iunie 1995 pentru a proteja 1 specie de plante și 1 specie de animale. Situl a fost protejat și ca arie specială de conservare în iulie 2015.

## Biodiversitate
Situată în ecoregiunea mediteraneană, aria protejată conține 6 habitate naturale: Păduri de Quercus trojana, Dehesas cu Quercus spp. perene, Păduri de stejar alb estice, Pajiști uscate din regiunea submediteraneeană estică (Scorzoneratalia villosae), Pseudostepă cu ierburi și specii anuale de Thero-Brachypodietea, Peșteri inaccesibile publicului.
La baza desemnării sitului se află mai multe specii protejate:
- plante (1): Stipa austroitalica
- reptile (1): șarpele cu patru dungi (Elaphe quatuorlineata)

Pe lângă speciile protejate, pe teritoriul sitului au mai fost identificate 4 specii de plante, 3 specii de reptile.